# Homometria elatior
Homometria elatior är en insektsart som först beskrevs av Fowler 1900.  Homometria elatior ingår i släktet Homometria och familjen Derbidae. Inga underarter finns listade i Catalogue of Life.